# Acanthosaura capra
Espèce
Acanthosaura capra est une espèce de sauriens de la famille des Agamidae.

## Répartition
Cette espèce se rencontre dans le Sud du Viêt Nam et au Cambodge. Lézard arboricole et qui vit dans les forêts tropicales humides.

## Publications originales
- Günther, 1861 : Second list of Siamese reptiles. Annals and magazine of natural history, sér. 3, vol. 8, p. 266-268 (texte intégral).
- Günther, 1861 : Second list of Siamese reptiles. Proceedings of the Zoological Society of London, vol. 1861, p. 187-189 (texte intégral).